# Thương Thành (phim)
Thương Thành (tựa gốc: 傷城 , tựa tiếng Anh: Confession of Pain) là một phim điện ảnh tội phạm chính kịch Hồng Kông năm 2006 do Lưu Vĩ Cường và Mạch Triệu Huy đạo diễn, với sự tham gia của Lương Triều Vĩ, Takeshi Kaneshiro, Thư Kỳ và Từ Tĩnh Lôi.
Tại Việt Nam bộ phim khi mới phát hành được gọi bằng cái tên Vô Gian Đạo 5. Có lẽ do phim có cùng đạo diễn và diễn viên chính với bộ 3 phần phim Vô Gian Đạo nổi tiếng. Tuy nhiên Thương Thành là một bộ phim hoàn toàn độc lập, không có dính dáng gì đến nội dung của bộ phim trên.